# مسمومیت سربی در پرندگان شکاری

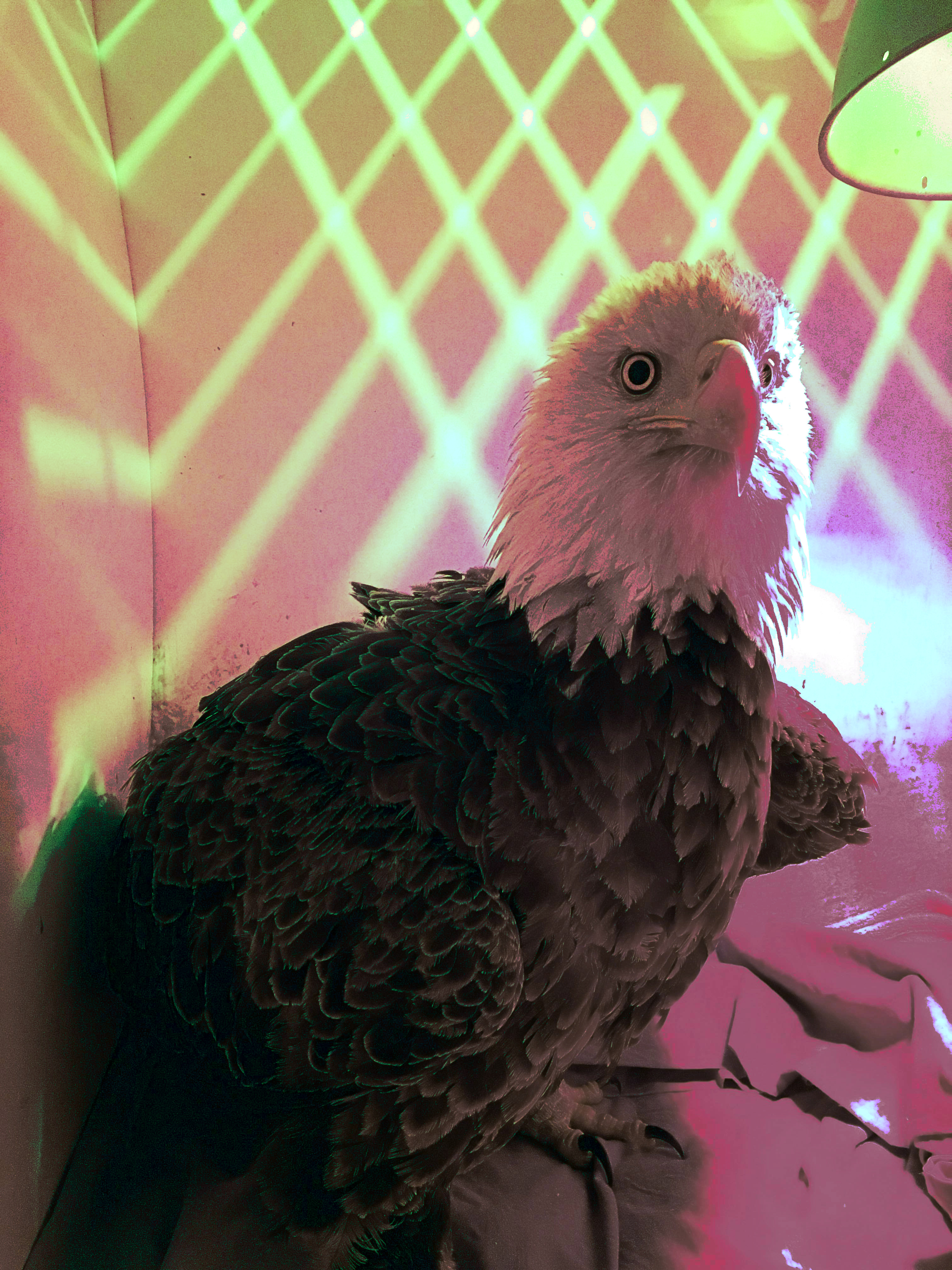
عقاب سرسفید مسموم با سرب تحت مراقبت در مرکز توانبخشی حیات وحش Cobequid

مسمومیت سربی (به انگلیسی: Lead poisoning) یک مسئله بهداشتی مهم است که بر جمعیت پرندگان شکاری، در میان گونه‌های دیگر تأثیر می‌گذارد.بدون بازتوانی، بسیاری از پرندگان شکاری پس از ابتلا به علائم مسمومیت با سرب تسلیم می‌شوند. در حالی که عموم مردم ممکن است ندانند که چگونه ممکن است در ایجاد این مشکل نقش داشته باشند، تقریباً ۱۰۰٪ از مسمومیت سربی را می‌توان در صورتی که انسان‌ها به شیوه‌های شکار و ماهیگیری خود توجه کافی داشته باشند، جلوگیری کرد. دو عامل اصلی در ابتلای این گونه‌های پرندگان به مسمومیت سربی وجود دارد و آنها از طریق شکارچیانی که از مهمات سربی استفاده می‌کنند، یا از طریق ماهیگیران با استفاده از لوازم سربی هستند.